# 慈恩寺親水公園
慈恩寺親水公園（じおんじしんすいこうえん）は埼玉県さいたま市岩槻区に所在するさいたま市が設置、管理・運営する公園である。

## 概要
この慈恩寺親水公園は古くより所在していた「慈恩寺沼」を囲うように整備され、遊水機能を持たせ開園した公園である。建設の際に慈恩寺沼の水面が南東方向へ拡幅整備されている。園内には周回できる園路（ジョギングコース）がある。慈恩寺沼のほとりには釣り場が設けられており、釣りを行うことが可能であるが、ルアーやリールなどの投げ釣りは禁止されている。この他、遊具や多目的広場、欅（槻の木）や桜などが置かれ、沼では夏に蓮の花が見ごろとなる。公園の面積は約3.1haとなっている。

## 施設
- 駐車場
- 駐輪場
- 管理事務所
- 子供広場
- 多目的広場
- 管理施設（立入禁止）
- あずまや
- 遊歩道（園路） - 沼を一周するように整備されている。
- ベンチ
- 街灯
- トイレ
- 植栽
  - 欅
  - 桜
- 慈恩寺沼
  - 噴水
  - 蓮
  - 釣り場
  - デッキ
  - 八ツ橋
- 遊具
  - 滑り台
  - ブランコ
  - 健康遊具

## 所在地
- 〒339-0009
- 埼玉県さいたま市岩槻区大字慈恩寺1521[2]

## 交通
- 東岩槻駅北口より岩槻区コミュニティバスの「東岩槻駅北口」バス停より「慈恩寺観音行き」に乗車、「岩槻北部公民館（乗車約9分）」にて下車、バス停より南方へ徒歩すぐ。運賃は180円（ICカード175円）。（「岩槻区コミュニティバスの一部路線及び時刻を変更した実証運行を行います。」　さいたま市ホームページ）
- 豊春駅より北西方へ徒歩にて約30分。（距離約1.5km）[3]

## 周辺・関連項目
- 慈恩寺沼
- 上院落
- 岩槻北部公民館
- 慈恩寺
- 埼玉県立岩槻北陵高等学校
- いわつき自動車学校
- さいたま市立徳力小学校
- 開智学園中高一貫部